# Monetta
Monetta és una població dels Estats Units a l'estat de Carolina del Sud. Segons el cens del 2000 tenia 220 habitants.

## Demografia
Segons el cens del 2000, Monetta tenia 220 habitants, 92 habitatges i 64 famílies. La densitat de població era de 114,8 habitants/km².
Dels 92 habitatges en un 34,8% hi vivien nens de menys de 18 anys, en un 51,1% hi vivien parelles casades, en un 15,2% dones solteres, i en un 30,4% no eren unitats familiars. En el 28,3% dels habitatges hi vivien persones soles el 15,2% de les quals corresponia a persones de 65 anys o més que vivien soles. El nombre mitjà de persones vivint en cada habitatge era de 2,39 i el nombre mitjà de persones que vivien en cada família era de 2,92.
Per edats la població es repartia de la següent manera: un 24,5% tenia menys de 18 anys, un 6,8% entre 18 i 24, un 27,3% entre 25 i 44, un 26,8% de 45 a 60 i un 14,5% 65 anys o més.
L'edat mediana era de 40 anys. Per cada 100 dones de 18 o més anys hi havia 78,5 homes.
La renda mediana per habitatge era de 28.750 $ i la renda mediana per família de 39.167 $. Els homes tenien una renda mediana de 30.000 $ mentre que les dones 21.875 $. La renda per capita de la població era de 16.867 $. Entorn del 8,1% de les famílies i el 6,5% de la població estaven per davall del llindar de pobresa.

## Poblacions més properes
El següent diagrama mostra les poblacions més properes.